# Maximiliano Moralez
Maximiliano Moralez (Granadero Baigorria, 1987. február 27. –) argentin válogatott labdarúgó, az amerikai New York City középpályása.

## Pályafutása

### Klubcsapatokban
Moralez az argentínai Granadero Baigorria városában született. Az ifjúsági pályafutását a Racing Club akadémiájánál kezdte.
2006-ban mutatkozott be a Raing Club felnőtt keretében. 2007-ben az orosz Moszkva szerződtette. A 2008-as szezonban a Racing Club csapatát erősítette kölcsönben. 2009-ben visszatért Argentínába és a Vélez Sarsfieldnél folytatta a labdarúgást. 2011-ben az olasz első osztályban szereplő Atalantához írt alá.  2016-ban a mexikói Leónhoz, majd 2017-ben az észak-amerikai első osztályban érdekelt New York City-hez igazolt. Először a 2017. március 5-ei, Orlando City ellen 1–0-ra elvesztett mérkőzésen lépett pályára. Első gólját 2017. március 12-én, a DC United ellen hazai pályán 4–0-ás győzelemmel zárult találkozón szerezte meg. 2023. január 1-jén egyéves szerződést kötött a Racing Club együttesével. 2023 augusztusában visszatért a New York City-hez.

### A válogatottban
Moralez az U20-as korosztályú válogatottban is képviselte Argentínát.
2011-ben debütált a felnőtt válogatottban. Először a 2011. március 16-ai, Venezuela ellen 4–1-re megnyert barátságos mérkőzésen lépett pályára.

## Statisztikák
2023. február 13. szerint
| Klub          | Szezon   | Osztály          | Bajnokság | Bajnokság | Kupa  | Kupa | Nemzetközi | Nemzetközi | Összesen | Összesen |
| Klub          | Szezon   | Osztály          | Meccs     | Gól       | Meccs | Gól  | Meccs      | Gól        | Meccs    | Gól      |
| ------------- | -------- | ---------------- | --------- | --------- | ----- | ---- | ---------- | ---------- | -------- | -------- |
| Atalanta      | 2011–12  | Serie A          | 34        | 6         | 1     | 0    | —          | —          | 35       | 6        |
| Atalanta      | 2012–13  | Serie A          | 29        | 1         | 1     | 0    | —          | —          | 30       | 1        |
| Atalanta      | 2013–14  | Serie A          | 32        | 5         | 1     | 0    | —          | —          | 33       | 5        |
| Atalanta      | 2014–15  | Serie A          | 30        | 5         | 0     | 0    | —          | —          | 30       | 5        |
| Atalanta      | 2015–16  | Serie A          | 17        | 1         | 1     | 1    | —          | —          | 18       | 2        |
| Atalanta      | Összesen | Összesen         | 142       | 18        | 4     | 1    | 0          | 0          | 146      | 19       |
| León          | 2015–16  | Liga MX          | 18        | 4         | 1     | 1    | —          | —          | 19       | 5        |
| León          | 2016–17  | Liga MX          | 16        | 1         | 1     | 0    | —          | —          | 17       | 1        |
| León          | Összesen | Összesen         | 34        | 5         | 2     | 1    | 0          | 0          | 36       | 6        |
| New York City | 2017     | MLS              | 31        | 5         | 1     | 0    | —          | —          | 32       | 5        |
| New York City | 2018     | MLS              | 35        | 9         | 0     | 0    | —          | —          | 35       | 9        |
| New York City | 2019     | MLS              | 30        | 7         | 3     | 1    | —          | —          | 33       | 8        |
| New York City | 2020     | MLS              | 16        | 2         | 0     | 0    | 4          | 0          | 20       | 2        |
| New York City | 2021     | MLS              | 34        | 4         | 0     | 0    | 1          | 0          | 35       | 4        |
| New York City | 2022     | MLS              | 32        | 5         | 2     | 0    | 5          | 2          | 39       | 7        |
| New York City | Összesen | Összesen         | 178       | 32        | 6     | 1    | 10         | 2          | 194      | 35       |
| Racing Club   | 2023     | Liga Profesional | 3         | 0         | 1     | 0    | —          | —          | 4        | 0        |
| Összesen      | Összesen | Összesen         | 357       | 55        | 13    | 3    | 10         | 2          | 380      | 60       |

### A válogatottban
| Válogatott | Év       | Pályára lépés | Gól |
| ---------- | -------- | ------------- | --- |
| Argentína  | 2011     | 1             | 0   |
| Összesen   | Összesen | 1             | 0   |

## Sikerei, díjai
New York City
- MLS
  - Bajnok (1): 2021

- Campeones Cup
  - Győztes (1): 2022

 Racing Club
- Nemzetközi Szuperkupa
  - Győztes (1): 2022

 Argentin U20-as válogatott
- U20-as labdarúgó-világbajnokság
  - Győztes (1): 2007

Egyéni
- MLS All-Stars: 2019